# 岡崎車站
岡崎車站（日语：／ Okazaki eki */?）是位於日本愛知縣岡崎市羽根町，由東海旅客鐵道（JR東海）與愛知環狀鐵道（愛環）所共用的鐵路車站。岡崎車站是JR東海所屬的主力幹線東海道本線與愛知環狀鐵道線的交會車站。與一般使用所在城市名作為站名的鐵路車站，通常是該市的中央車站之狀況不同，岡崎市的中央車站實際上是位於愛知環狀線（在國鐵時代舊名「岡多線」）上的中岡崎車站，但由於岡多線為運量較小的支線鐵路，因此才會出現讓位於幹線東海道本線上的本站使用城市名作為站名的例外情況。

## 車站結構
本站為側式月台1面1線與島式月台2面4線，合計3面5線的地面車站。側式月台由愛知環狀鐵道使用、島式月台由JR東海使用。東海道本線的內側2、3號月台為主線，1、4號月台為副線。此外，在日間是東海道本線的快速列車系統與普通列車的緩急接續車站。車站由東西連結的跨站式站房連結。

### 月台配置
| 月台 | 路線            | 方向 | 目的地             | 備註              |
| ---- | --------------- | ---- | ------------------ | ----------------- |
| 0    | ■愛知環狀鐵道線 | -    | 新豐田、瀨戶市方向 |                   |
| 1、2 | 東海道本線      | 上行 | 豐橋、濱松方向     |                   |
| 3、4 | 東海道本線      | 下行 | 名古屋、大垣方向   | 部分列車於1號月台 |

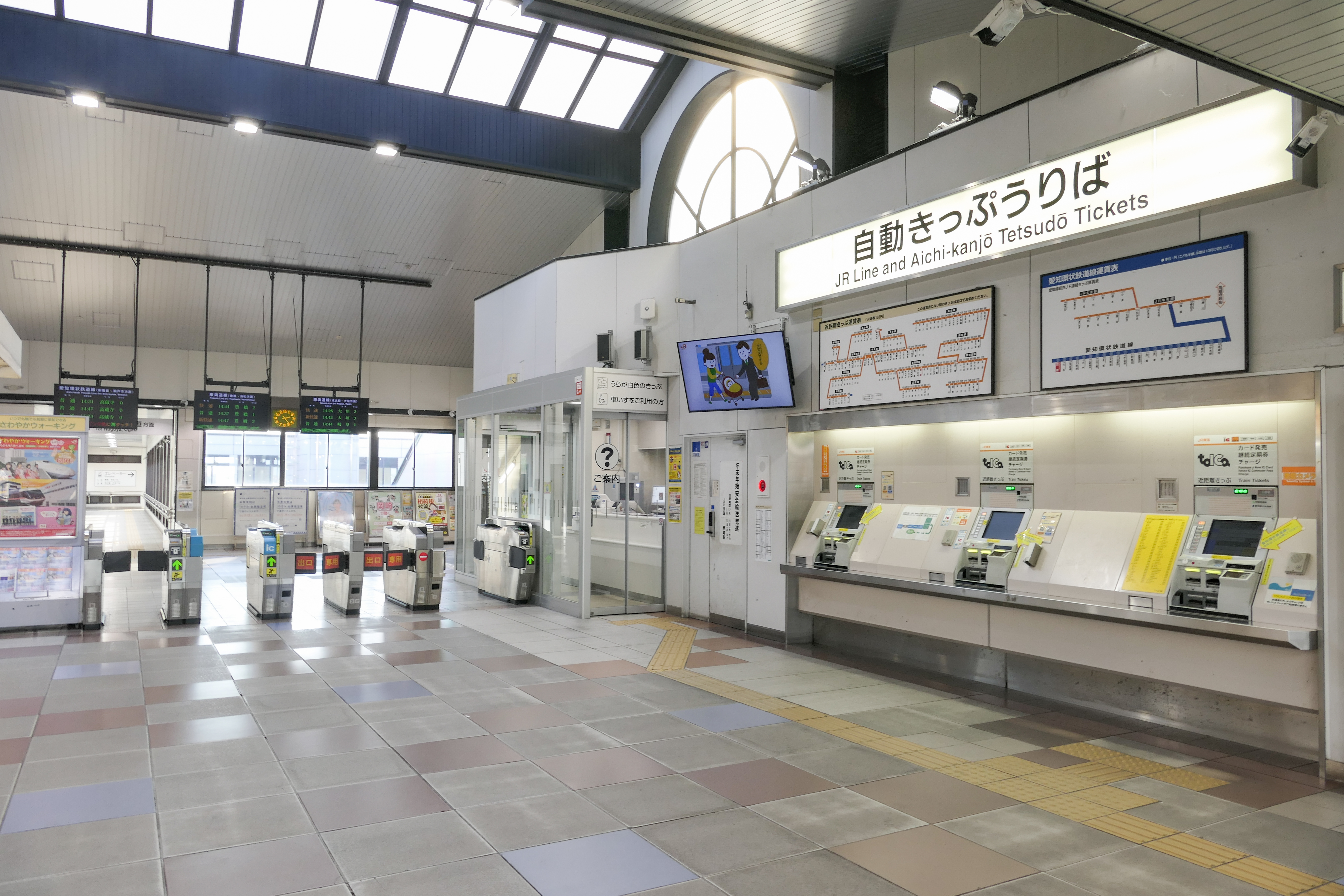
自動售票機與檢票口（2023年12月）
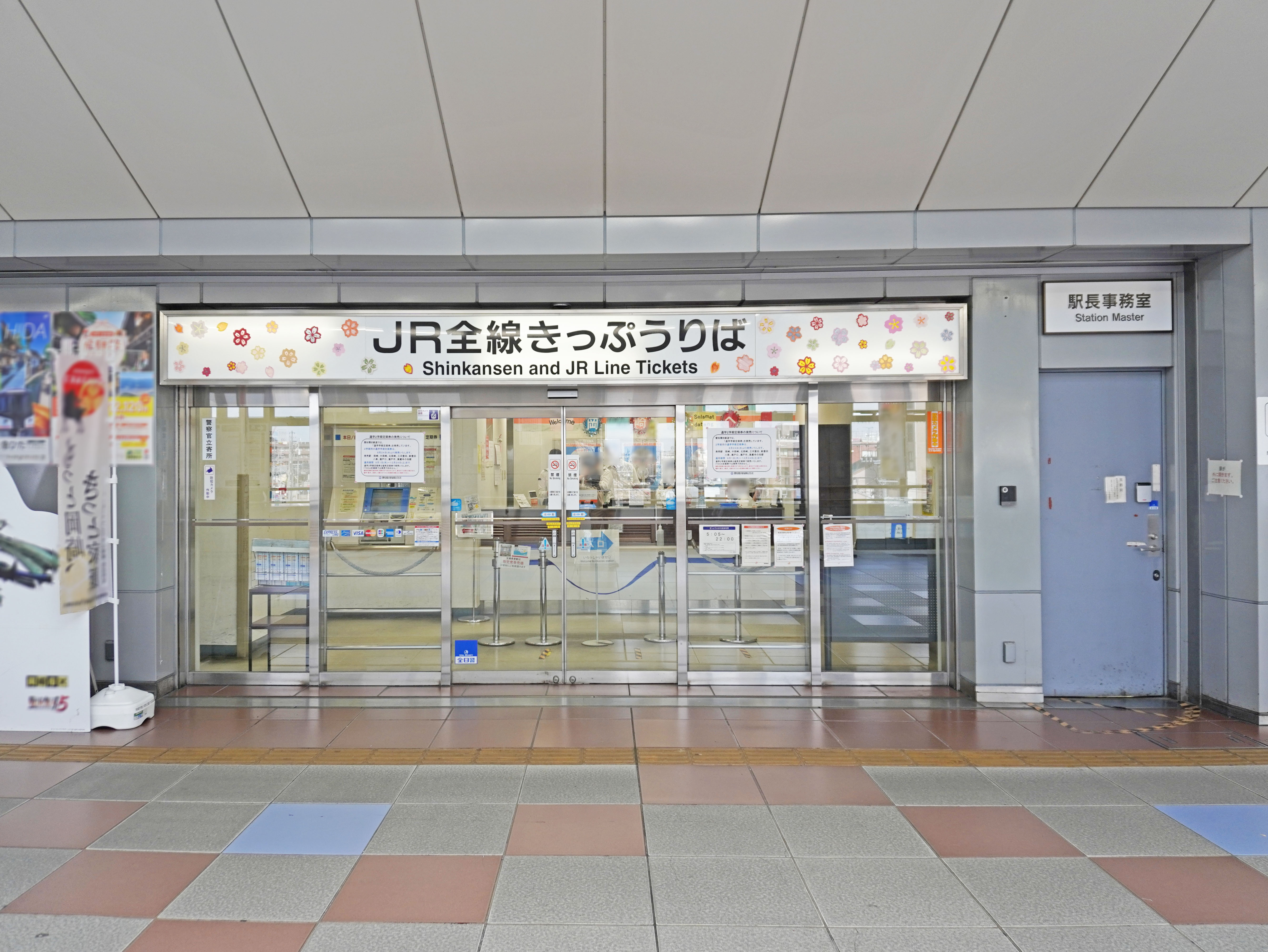
JR全線售票處（2022年10月）
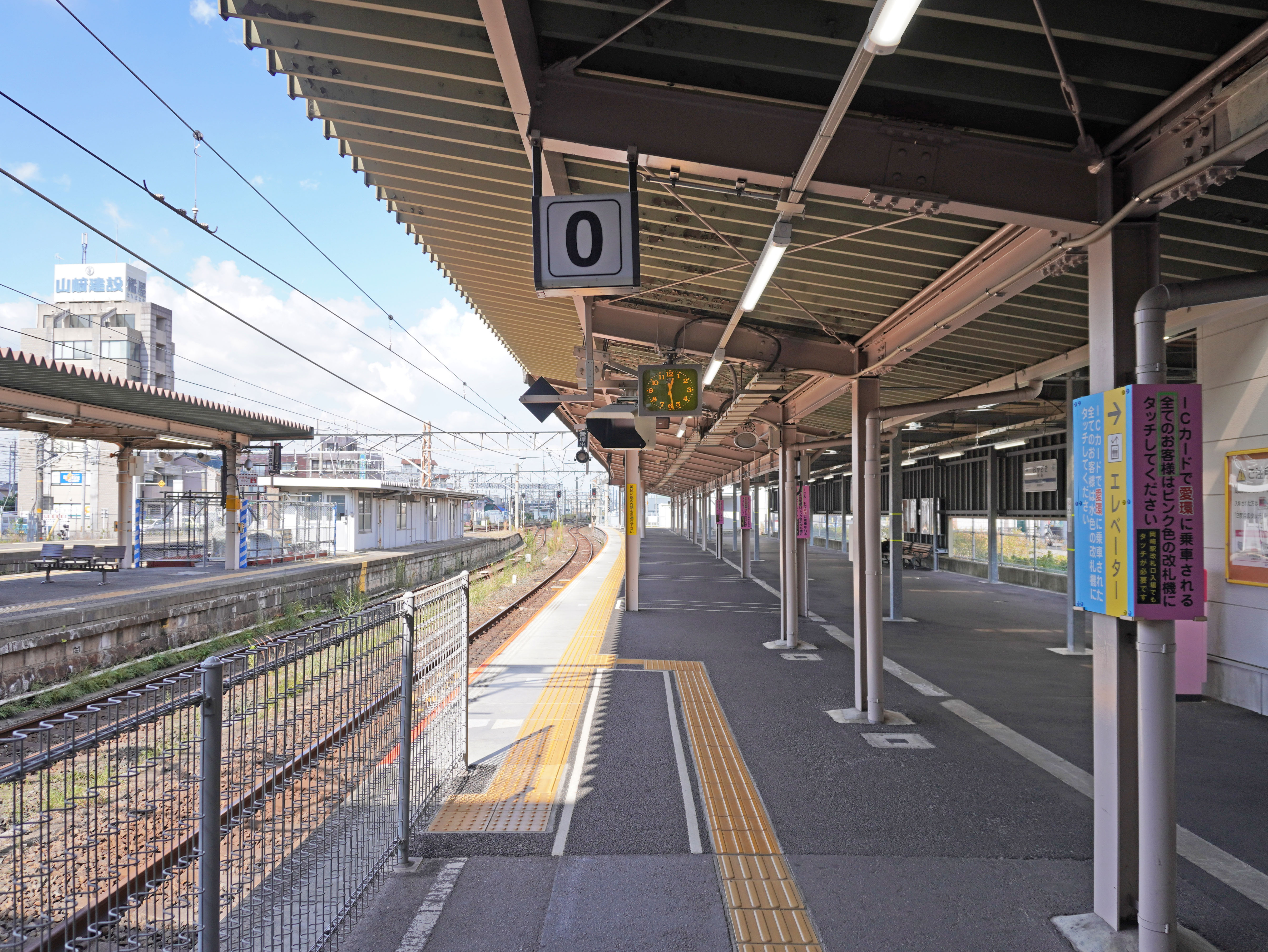
0號月台（2022年10月）
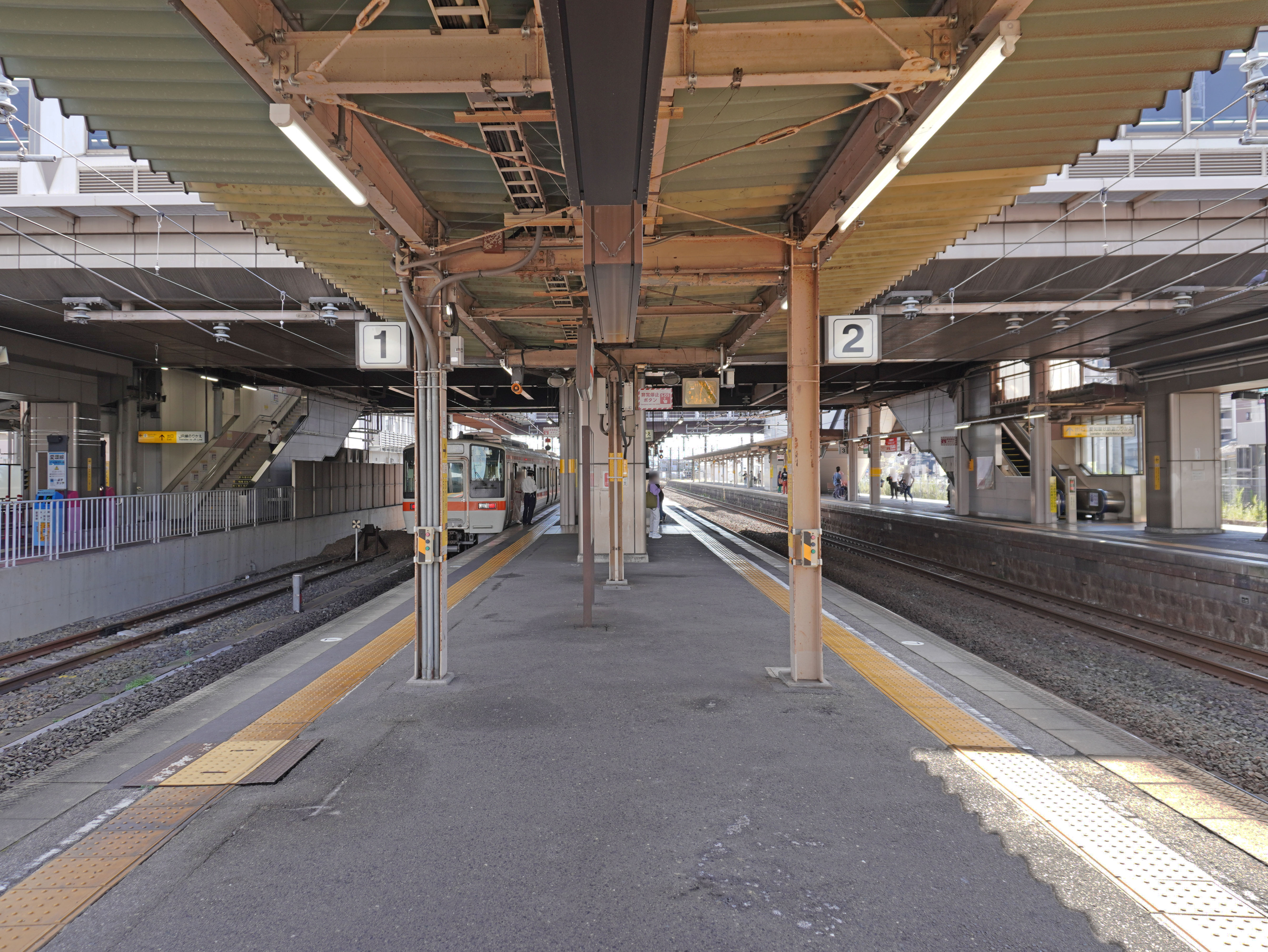
1・2號月台（2022年10月）
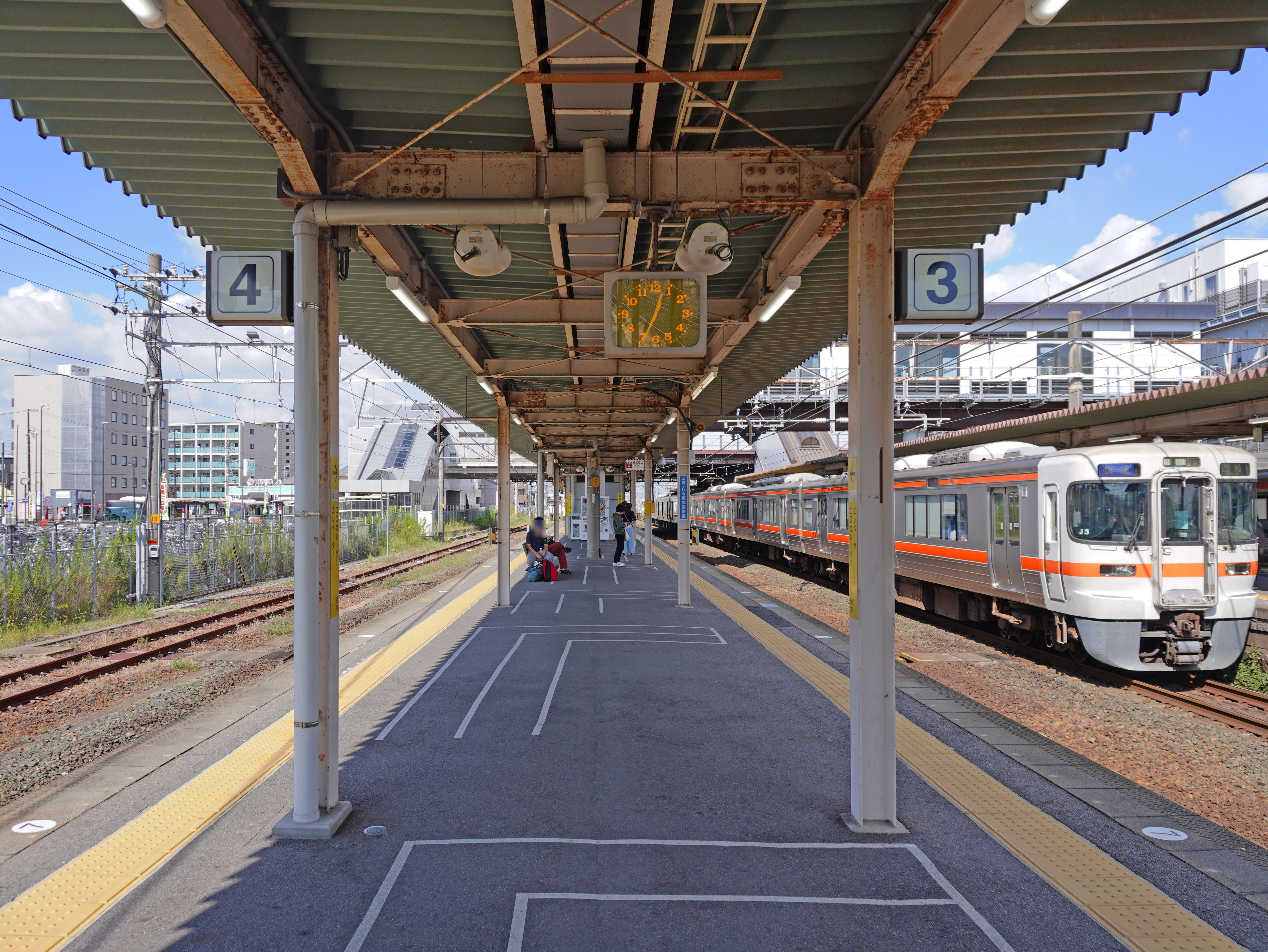
3・4號月台（2022年10月）
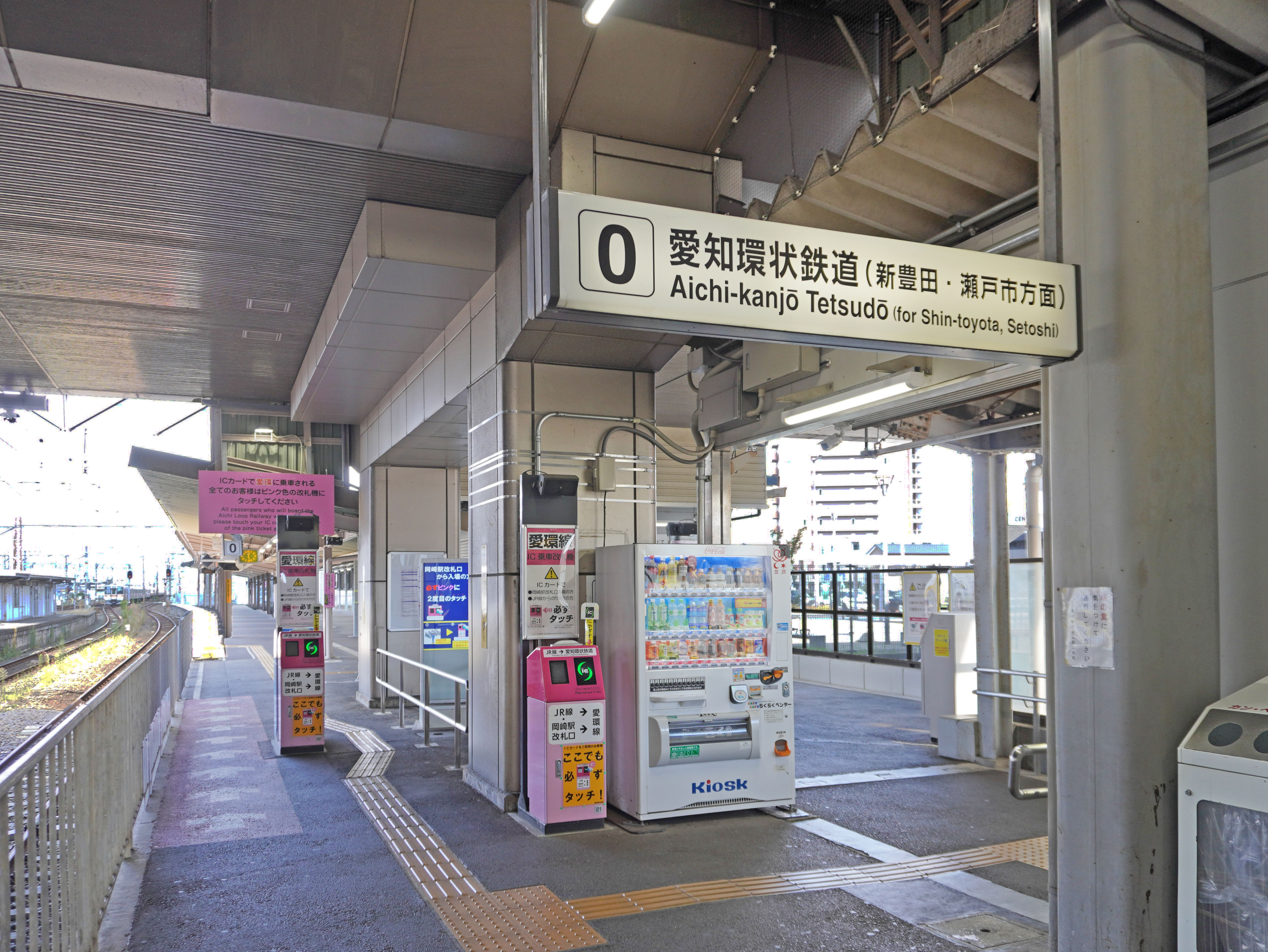
JR東海・愛知環狀鐵道轉乘口（2022年10月）
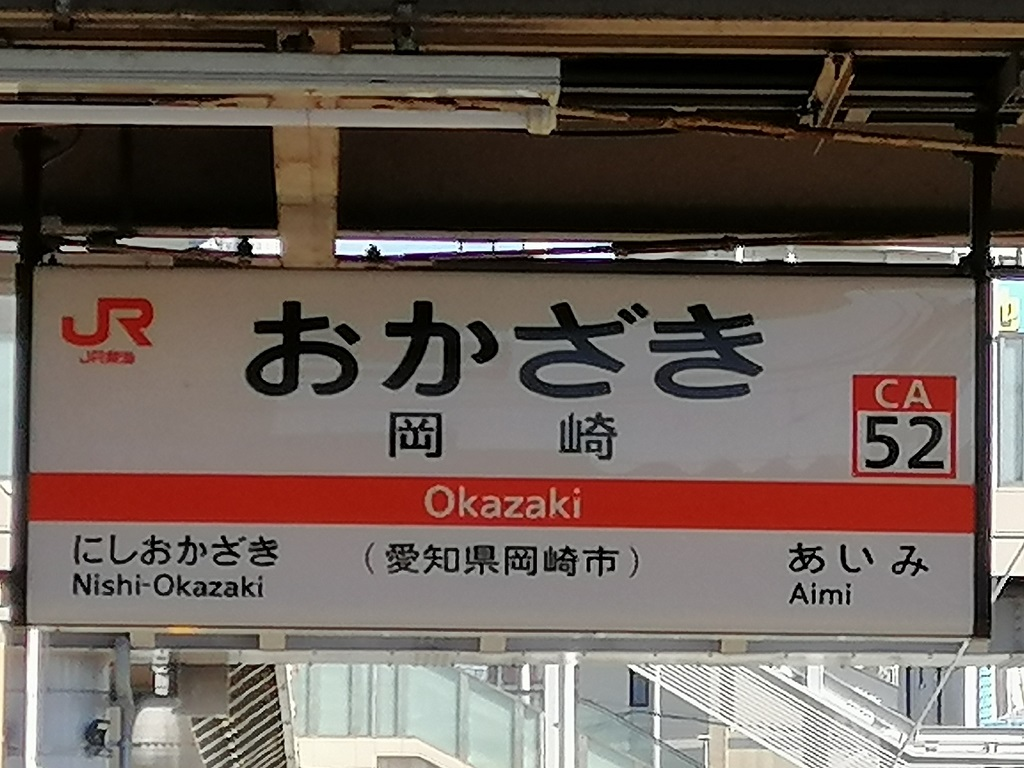
JR東海站名標示（2020年12月）
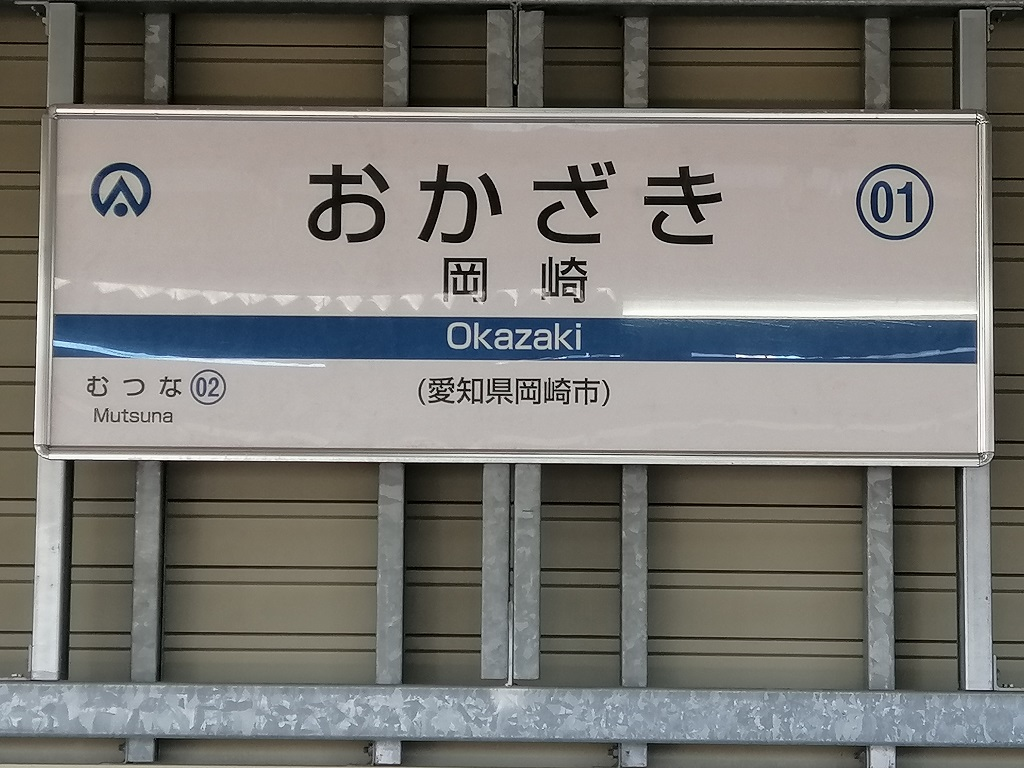
愛知環狀鐵道站名標示（2020年12月）

### 配線圖
|                                                        | ↑ 名古屋方向                         |              |
| ← 豐橋方向                                             | 岡崎站 - 六名站（愛環） 構內配線略圖 | → 新豐田方向 |
| 图例 参考文献： 橙線為東海道本線、藍線為愛知環狀鐵道線 |                                      |              |

## 使用情況
根據「愛知縣統計年鑑」與「岡崎市統計書」，近年1日平均上車人次推移如下表。
| 年度   | JR東海           | 愛知環狀 鐵道    |
| 年度   | 1日平均 上車人次 | 1日平均 上車人次 |
| ------ | ---------------- | ---------------- |
| 1992年 | 9,893            |                  |
| 1993年 | 10,208           |                  |
| 1994年 | 10,354           |                  |
| 1995年 | 10,539           |                  |
| 1996年 | 10,881           |                  |
| 1997年 | 10,998           |                  |
| 1998年 | 11,110           |                  |
| 1999年 | 11,227           |                  |
| 2000年 | 11,540           |                  |
| 2001年 | 12,016           |                  |
| 2002年 | 12,547           |                  |
| 2003年 | 12,954           |                  |
| 2004年 | 13,279           | 2,677            |
| 2005年 | 14,315           | 2,665            |
| 2006年 | 14,379           | 3,145            |
| 2007年 | 15,394           | 3,308            |
| 2008年 | 16,083           | 3,638            |
| 2009年 | 16,081           | 3,587            |
| 2010年 | 16,415           | 3,674            |
| 2011年 | 16,533           | 4,395            |
| 2012年 | 16,732           | 4,459            |
| 2013年 | 17,135           | 4,616            |
| 2014年 | 17,077           | 4,566            |
| 2015年 | 17,693           | 4,817            |
| 2016年 | 17,901           | 4,950            |
| 2017年 | 18,138           | 5,198            |
| 2018年 | 18,347           |                  |

## 相鄰車站
東海旅客鐵道
 東海道本線
■特別快速、■新快速、■快速
蒲郡（CA47）－（部分停靠幸田）－岡崎（CA52）－安城（CA54）
■區間快速（此站起往相見方向各站停車）
相見（CA51）－岡崎（CA52）－安城（CA54）
■普通
相見（CA51）－岡崎（CA52）－西岡崎（CA53）
愛知環狀鐵道
愛知環狀鐵道線
岡崎（01）－六名（02）

### 來源
1. ↑  川島令三、『東海道ライン 全線・全駅・全配線 第4巻 豊橋駅 - 名古屋エリア』、p.8、14、 講談社、2009年6月、ISBN 978-4062700146

## 外部連結
- 岡崎 - 東海旅客鐵道
- 岡崎站 （页面存档备份，存于） - 愛知環狀鐵道